# Badminton-Europapokal 1981
Die vierte Auflage des Badminton-Europapokals fand 1981 im dänischen Kopenhagen statt. Dort gelang es dem dänischen Topklub Gentofte BK, seinen dritten Titel zu gewinnen. Als gastgebendes Team für das Halbfinale gesetzt, besiegte man zuerst den belgischen Vertreter SC Olve klar mit 7:0 und im Finale den schwedischen Vertreter BMK Aura. Beide Teams sollten in den nächsten Jahren sich des Öfteren im Finale gegenüberstehen.

## Die Ergebnisse
| Gruppe A               |     |                        |
| BMK Aura               | 7–0 | ATUS Weiz              |
| Alpha BC               | 6–1 | CRA da Avenida         |
| BMK Aura               | 7–0 | CRA da Avenida         |
| ATUS Weiz              | 2–5 | Alpha BC               |
| BMK Aura               | 7–0 | Alpha BC               |
| ATUS Weiz              | 7–0 | CRA da Avenida         |
| Gruppe B               |     |                        |
| BC Duinwijck           | 7–0 | BK Olimpija Ljubljana  |
| 1. BV Mülheim          | 5–2 | Gillesports Penarth BC |
| BC Duinwijck           | 6–1 | Gillesports Penarth BC |
| 1. BV Mülheim          | 7–0 | BK Olimpija Ljubljana  |
| BC Duinwijck           | 5–2 | 1. BV Mülheim          |
| Gillesports Penarth BC | 7–0 | BK Olimpija Ljubljana  |
| Gruppe C               |     |                        |
| SC Olve                | 6–1 | Racing Club de France  |
| TB Reykjavík           | 7–0 | BC Sankt Gallen        |
| SC Olve                | 4–3 | TB Reykjavík           |
| Racing Club de France  | 2–5 | BC Sankt Gallen        |
| SC Olve                | 4–3 | BC Sankt Gallen        |
| Racing Club de France  | 0–7 | TB Reykjavík           |
| Halbfinale             |     |                        |
| Gentofte BK            | 7–0 | SC Olve                |
| BMK Aura               | 6–1 | BC Duinwijck           |
| Finale                 |     |                        |
| Gentofte BK            | 7–0 | BMK Aura               |